# Convolvulus sabatius
Convolvulus sabatius é uma espécie de planta com flor pertencente à família Convolvulaceae. 
A autoridade científica da espécie é Viv., tendo sido publicada em Fl. Libyc. Spec. 67. 1824.

## Portugal
Trata-se de uma espécie presente no território português, nomeadamente em Portugal Continental.
Em termos de naturalidade é introduzida na região atrás indicada.

## Protecção
Não se encontra protegida por legislação portuguesa ou da Comunidade Europeia.